# Rheineck
Rheineck es una comuna suiza del cantón de San Galo, ubicada en el distrito de Rheintal. Limita al norte y este con la comuna de Gaißau (AUT-8), al sur con Sankt Margrethen, Walzenhausen (AR) y Lutzenberg (AR), y al oeste con Thal.